# 에케 호모

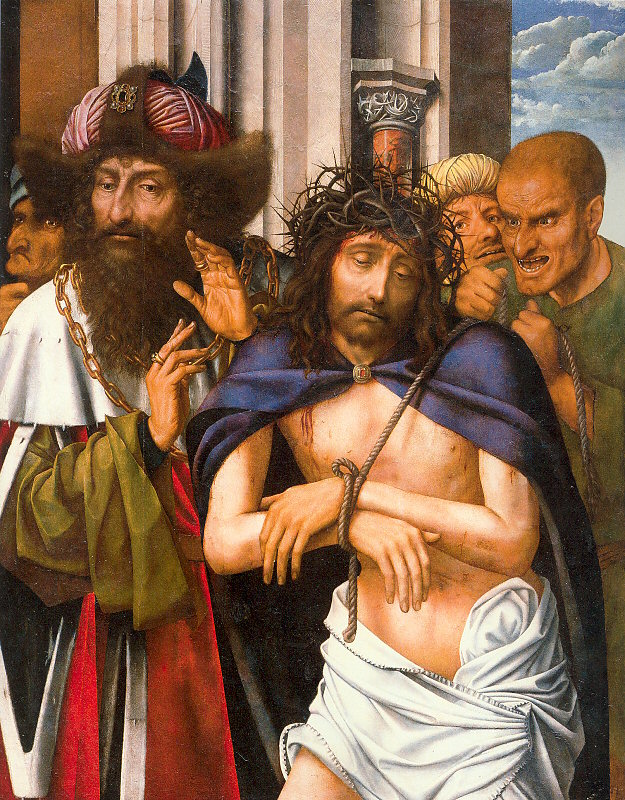

에케 호모(고전 라틴어: Ecce homo) 또는 에체 오모(교회 라틴어)는 요한 복음서 19장 5장에 나오는 라틴어 어구로, 폰티우스 필라투스가 예수를 채찍질하고 머리에 가시관을 씌운 뒤 성난 무리 앞에서 예수를 가리키면서 말한 대사이다. 예수의 재판은 그리스어로 진행됐을 가능성이 높다. 의미는 '이 사람을 보라' 또는 자, 이 사람이다이다. 티치아노, 안드레아 만테냐 등의 예술가들의 작품활동에도 영감을 주어 예수의 고난 장면을 미술로 그려내도록 하였다.

## 같이 보기
- 에케 호모 (엘리아스 가르시아 마르티네스)
- 이 사람을 보라: 니체의 책